# Gordon Childe
Vere Gordon Childe (Sydney, 14 de abril de 1892 — Montanhas Azuis, 19 de outubro de 1957) foi um filólogo australiano que se especializou em arqueologia, talvez mais conhecido por suas escavações no site neolítico de Skara Brae, nas Órcades, e por suas visões marxistas sobre a pré-história. Foi um grande contribuinte para o estabelecimento dos conceitos modernos de revolução agrícola e revolução urbana.

## Biografia
Childe nasceu em 1892, em Sydney. Foi à Inglaterra para seus estudos universitários, formando-se pelo Queen's College da Universidade de Oxford. Retornou à Austrália para atuar de 1916 a 1921 como secretário particular de John Storey, na época membro do Parlamento de Nova Gales do Sul e depois primeiro-ministro. Publicou em 1923 um livro, How Labour Governs, resultado de suas experiências no cargo. Após a morte repentina de Storey, em 1921, Childe abandonou a política e retornou à Europa.
Seu livro de 1925, intitulado The Dawn of European Civilization (publicado em português com o título A pré-história da sociedade europeia), valeu-lhe notoriedade imediata, e ele continuou publicando outros trabalhos sobre teoria arqueológica. Neste primeiro livro, ele constrói a sua teoria da evolução das relações entre a Europa e o Oriente Médio. Ele também explorou a relação entre a arqueologia e as línguas indo-europeias que se desenvolveram na obra  The Aryans: A Study of Indo-European Origins (Os arianos: um estudo das origens indo-europeias), de 1926. Childe postulou uma teoria mais detalhada de uma invasão ariana na Europa, postulada pela primeira vez por Max Müller, identificando o sul da Rússia como a origem do proto-indo-europeu. Suas ideias também contribuíram para a formulação da hipótese Kurgan, elaborada posteriormente por Marija Gimbutas. O conceito ariano original de Childe foi inevitavelmente influenciado pela ideologia de seu tempo, mas difere profundamente das ideias de supremacia ariana dos nazistas, atacadas fortemente por ele durante a década de 1930.
Childe era poliglota. Em 1927 foi nomeado professor de Arqueologia em Edimburgo, cargo que ocupou até 1946. Suas escavações em Skara Brae, na Escócia, começaram em 1928, quando ele foi chamado para acompanhar o trabalho, descobrindo novas estruturas para além das já conhecidas. Para Childe era um trabalho incomum, porque ele não era especialista em escavação. No entanto, sua contribuição foi essencial na interpretação dos dados e conclusões de outros pesquisadores. Naquele mesmo ano, publicou The Most Ancient East, que explorou o surgimento da civilização no Oriente Médio.
Deixando Edimburgo depois da guerra, Childe foi nomeado diretor do Instituto de Arqueologia da Universidade de Londres, até sua aposentadoria em 1956. De volta à Austrália, morreu em 1957 nas Montanhas Azuis, em circunstâncias que sugerem um suicídio mais do que um acidente.
Childe também foi um importante professor e divulgador da arqueologia: seus dois livros mais conhecidos, Man Makes Himself, de 1936 (em português, A evolução cultural do homem), e What Happened in History, de 1942 (em português, O que aconteceu na história), ajudaram a tornar a arqueologia pré-histórica mais acessível ao grande público e o fizeram famoso.

## Teoria arqueológica
A teoria arqueológica de Gordon Childe costuma ser associada às ideias marxistas. No entanto, tem-se questionado o quanto a interpretação do passado em Childe se encaixa na concepção marxista de história. Sua biógrafa, Sally Green, nota que "suas crenças nunca foram dogmáticas, mas sempre idiossincráticas, e continuaram mudando por toda a sua vida", mas que "a visão marxista de um modelo do passado foi amplamente aceita por Childe, por oferecer uma análise estrutural da cultura em termos de economia, sociologia e ideologia, e um princípio para as mudanças culturais através da economia". Porém, ela afirma que "o marxismo de Childe era frequentemente diferente do marxismo ortodoxo de seus contemporâneos; em parte porque ele havia estudado Hegel, Marx e Engels desde 1913 e ainda se referia aos textos originais ao invés de interpretações posteriores, e em parte porque ele era seletivo para aceitar esses textos.
O marxismo de Childe foi posteriormente criticado pelo arqueólogo marxista Neil Faulkner, que argumentou que, embora Childe fosse "um socialista convicto altamente influenciado pelo marxismo", ele não parecia aceitar a existência da luta de classes como instrumento de mudança social, um princípio básico do pensamento marxista. Faulkner acredita que a abordagem de Childe para a interpretação arqueológica não era a de um marxista, mas sim como precursor da arqueologia processual, que seria largamente adotada pela disciplina a partir dos anos 1960. Tal interpretação contrasta com as afirmações do arqueólogo Peter Ucko, um dos sucessores de Childe como diretor do Instituto de Arqueologia de Londres. Urko ressalta que Childe aceitava a subjetividade da interpretação arqueológica, o que estaria em franco contraste com a insistência dos processualistas que a interpretação arqueológica poderia ser objetiva. Dessa forma, a abordagem de Childe teria mais em comum com aquela proposta pela arqueologia pós-processual, que surgiu a partir do fim dos anos 1970 e se afirmou nos anos 1980.
Childe era ateu, e se manteve altamente crítico das religiões, que via como baseadas em superstições - ponto de vista compartilhado com os marxistas ortodoxos. No seu livro History, de 1947, discutiu a religião e a magia, comentando que "a magia é a maneira de fazer com que as pessoas acreditem que terão o que querem, enquanto que a religião é um sistema para persuadi-las de que elas deveriam querer o que elas têm".

## Influência
Childe foi um dos primeiros arqueólogos a desenvolver o Sistema de Três Idades, as quais haviam sido apresentadas como revoluções por Sir John Lubbock no fim do século XIX.
Conceitos como revolução agrícola e revolução urbana não surgiram com Childe, mas ele os soldou em uma nova síntese de períodos econômicos da pré-história com base em inferências a partir de artefatos, ao invés de uma suposta etnologia de um passado desconhecido. Essa síntese é largamente reconhecida como vital aos estudos sobre o período, como aponta o antropólogo Darcy Ribeiro, comentando sobre seu conceito de revolução cultural:
A maioria dos estudiosos concorda com a classificação de Gordon Childe, que distingue três revoluções culturais […] a revolução agrícola que, introduzindo o cultivo de plantas e a domesticação de animais no sistema produtivo, transfigura a condição humana, fazendo-a saltar da condição de apropriadora do que a natureza provê espontaneamente à condição de organizadora ativa da produção; a revolução urbana fundada em novos progressos produtivos como a agricultura de regadio, a metalurgia e a escrita, que conduziu à dicotomização interna das sociedades numa condição rural e numa condição urbana, e à sua estratificação em classes sociais, além de outras profundas mudanças na vida social e no patrimônio cultural das sociedades que atingiu; e a revolução industrial que emergiu na Europa Ocidental com a descoberta e a generalização de conversores de energia inanimada para mover dispositivos mecânicos, responsável também por novas alterações fundamentais na estratificação social, na organização política e na visão de mundo de todos os povos.— Darcy Ribeiro, 1972.
Childe viajou por toda a Grécia, Europa central e os Bálcãs estudando a literatura arqueológica. David Russel Harris afirma sobre ele:
 Em uma época em que os arqueólogos europeus estavam preocupados com sítios regionais e sequências, foi ele quem teve a visão, o conhecimento e a habilidade de construir a primeira pré-história do continente (1925) e o primeiro relato ordenado e coerente do Oriente Médio antigo (1928).— David Russel Harris, 1994.
Childe é mencionado no filme Indiana Jones e o Reino da Caveira de Cristal (2008). Em uma cena, Indiana Jones diz a um de seus alunos que, para entender o conceito de difusão, ele deveria ler as obras de Gordon Childe.

## Principais obras
- How Labour Governs (1923)
- The Dawn of European Civilisation (1925)
- The Aryans: A Study of Indo-European Origins  (1926)
- The Most Ancient East (1928)
- The Danube in Prehistory (1929)
- The Bronze Age (1930)
- New Light on the Most Ancient East (1935)
- Prehistory of Scotland (1935)
- Man Makes Himself (1936)
- Prehistoric communities of the British Isles (1940)
- What Happened in History  (1942)
- Progress and Archaeology (1944, 1945)
- History (1947)
- Social Worlds of Knowledge (1949)
- Prehistoric Migrations (1950)
- The Constitution of Archaeology as a Science (1953)
- Society and Knowledge (1956)
- Piecing Together the Past: The Interpretation of Archeological Data (1956)
- The Prehistory of European Society (1958)